# Paramenophia chilensis
Paramenophia chilensis är en kräftdjursart som beskrevs av Lang 1954. Paramenophia chilensis ingår i släktet Paramenophia och familjen Thalestridae. Inga underarter finns listade i Catalogue of Life.